# نظرات زنده در نسبیت
نظرات زنده در نسبیت (انگلیسی: Living Reviews in Relativity) یک ژورنال علمی داوری همتا با دسترسی آزاد است که پیشینه پژوهش نظریه نسبیت را در زمینه فیزیک و اخترفیزیک منتشر می‌کند.
این مجموعه توسط برنارد اف. شوتز تأسیس شده‌است و در سال ۲۰۱۵ به انجمن ماکس پلانک فروخته شد.